# Habsburg Mária magyar királyné (1505–1558)
Habsburg Mária (házassága révén ismert még mint Magyarországi Mária, németül: Maria von Ungarn, spanyolul: María de Hungría; Brüsszel, Habsburg Németalföld, 1505. szeptember 17. – Cigales, Spanyol Királyság, 1558. október 18.) magyar királyné 1521-től, majd cseh királyné 1522-től II. Lajos király hitveseként annak 1526-os haláláig. Később Habsburg Németalföld kormányzója 1530-tól 1555-ös lemondásáig.
I. Fülöp kasztíliai király és Kasztíliai Johanna királynő leánya. 1515-ben ment feleségül II. Lajos magyar és cseh királyhoz. Rövid ideig tartó házasságuk boldognak bizonyult, ám gyermektelen maradt. Miután hitvese életét vesztette az 1526-os mohácsi csata során, Mária a fivére, I. Ferdinánd, az új király nevében régensként kormányozta a kora újkori Magyar Királyságot.
Nagynénje, Ausztriai Margit 1530-ban bekövetkezett halálát követően legidősebb fivére, V. Károly császár őt kérte fel a Habsburg Németalföld kormányzására, valamint két unokahúga, Dániai Dorottya és Krisztina hercegnők nevelésére. Kormányzósága alatt sikeresen szilárdította meg a tizenhét tartomány központosított igazgatását, valamint törekedett a béke fenntartására a Francia Királyság és a Német-római Birodalom között. 1555-ben, Károly fivéréhez hasonlóan, lemondott hivataláról és nővéréhez, az özvegy Eleonóra francia királynéhoz utazott Hispániába, ahol 1558-ban hunyt el, ötvenhárom éves korában. Nyughelye a San Lorenzo de El Escorial-i királyi kolostorban található.

## Élete

### Származása
Édesanyja II. (Őrült) Johanna (1479–1555) kasztíliai és I. Johanna néven aragóniai királynő, I. (Katolikus) Izabella (1451–1504) kasztíliai királynő és II. (Katolikus) Ferdinánd (1452–1516) aragóniai király leánya volt.
Édesapja a Habsburg-házból származó I. (Szép) Fülöp (1478–1506), Kasztília királya iure uxoris, IV. Fülöp néven a Németalföldi tartományok uralkodója és osztrák főherceg, I. Miksa (1459–1519) német-római császár és I. Mária burgundi hercegnő (1457–1482) fia volt.
Szüleinek házasságából 6 testvér született:
- Eleonóra portugál és francia királyné (1498–1558), I. Mánuel portugál király, majd I. Ferenc francia király (második) felesége.
- Károly (1500–1558), később V. Károly néven német-római császár.
- Izabella dán, norvég, svéd királyné (1501–1526), II. Keresztély dán király felesége.
- Ferdinánd (1503–1564), később I. Ferdinánd néven osztrák uralkodó főherceg, német-római császár, magyar és cseh király.
- Mária (1505–1558), később magyar és cseh királyné, II. Lajos király felesége.
- Katalin portugál királyné (1507–1578), III. János portugál király felesége.

### Neveltetése
Mária királyné 1517 és 1521 között az innsbrucki Neuer Burgban nevelkedett sógornőjével, Jagelló Annával.

### Koronázás és házasságkötés
Mária ifjabbik bátyja, a Kasztíliában nevelkedett Ferdinánd infáns, (a későbbi I. Ferdinánd magyar és cseh király) 1521. április 21-én a wormsi szerződésben megszerezte az „alsó-ausztriai tartományokat” (az Osztrák Főhercegséget, Stájerországot, Karintiát, Krajnát és Tirolt. Ferdinánd főherceg 1521 májusában érkezett meg Linzbe, Mária ekkor találkozott vele életében először. (Legidősebb bátyjuk, V. Károly császár egy évvel később, 1522-ben hivatalosan is Ferdinándot nevezte ki az osztrák tartományok uralkodó főhercegévé). A Habsburg–Jagelló házassági szerződésben foglaltak szerint Ferdinánd főherceg 1521. május 26-án Linzben feleségül vette Jagelló Anna hercegnőt.

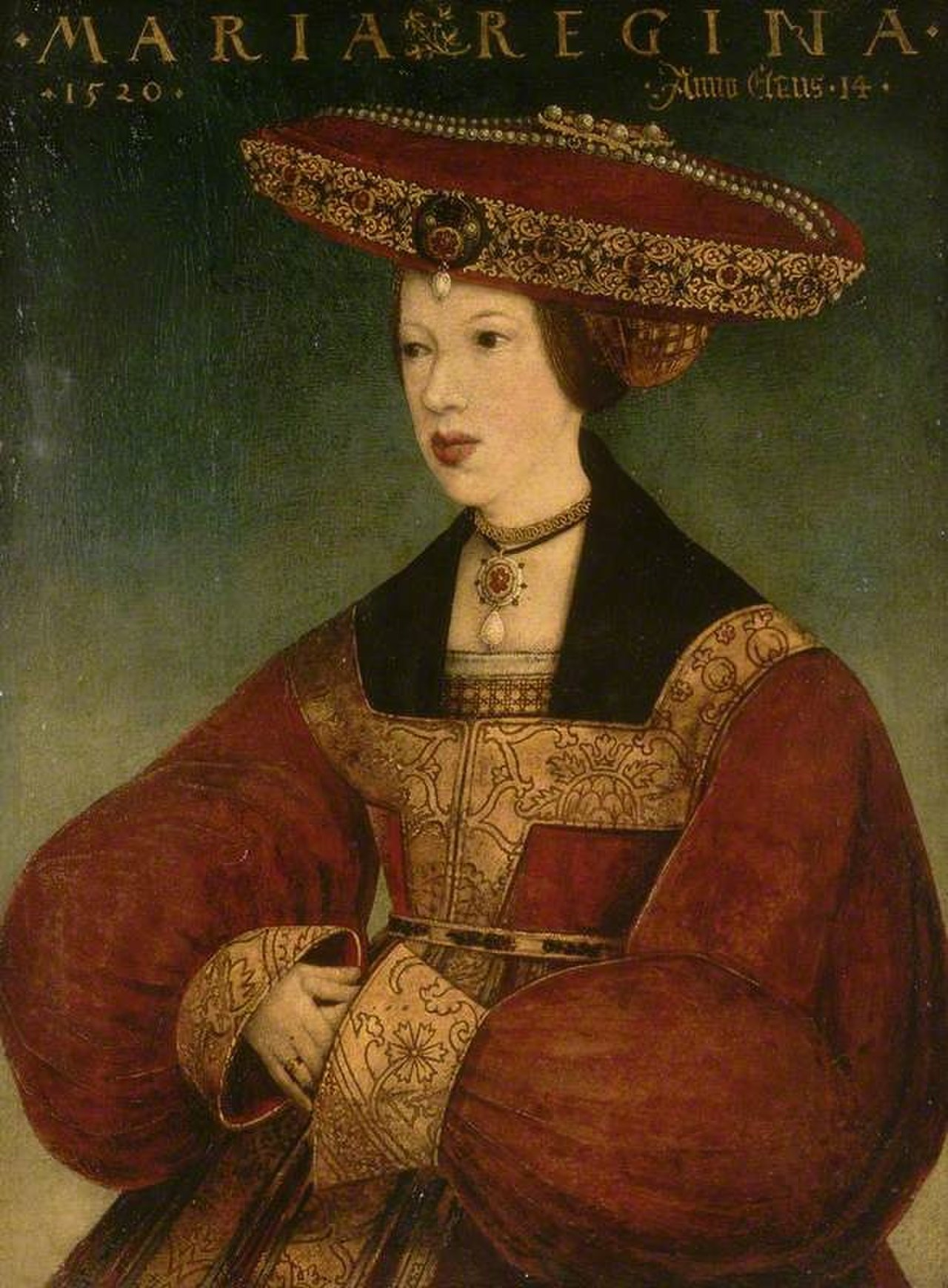
Habsburg Mária (1520)

Ferdinánd és Anna esküvője után 3 nappal Mária királyné útra kelt Magyarország felé. Hajóval jött, Esztergomban fogadták őt férjének, a királynak elébe küldött megbízottai: a pécsi püspök, és Perényi Imre nádor özvegye, Kanizsai Dorottya. Június második felében érkezhetett a fővárosba, Óbudánál szállt partra. (Szerémi György krónikája szerint „Bakócz Tamás érsek meghalt úrnapja nyolcadán”, azaz június 15-én, és az ő temetése után érkezett meg Mária és kísérete).[forrás?]
Magyar királynévá 1521. december 11-én koronázták Székesfehérvárott. Réthelyi (2005) szerint a zágrábi püspök végezte a szertartást, mivel sem a veszprémi püspök, sem az esztergomi érsek még nem volt felszentelve.
Habsburg Mária, Kasztília infánsnője, Ausztria főhercegnője 1522. január 13-án Budán ment feleségül a Jagelló-házból való II. Lajos királyhoz, Magyarország és Csehország uralkodójához, beteljesítve a Habsburg–Jagelló házassági szerződés rájuk vonatkozó rendelkezését.
A házasságkötéskor 16 éves II. Lajos király és 17 éves Mária királyné rövid ideig tartó házasságából nem születtek gyermekek. Egymásba szerettek, Mária levelei őszinte és mély érzelemről tanúskodnak.[forrás?] Lajosnak különösen jól esett, hogy támaszkodhat feleségére, aki az ország vezetésében is sokat segített neki. Az erélyes kezű Mária szilárdan kiállt férje mellett. Akárcsak Ferdinánd Ausztriában, Mária is a központi hatalmat, az uralkodó személyes tekintélyét igyekezett erősíteni, szemben a helyi oligarchák és a rendek hatalmi törekvéseivel. A magyar király központosító törekvései azonban megbuktak a rendek ellenállásán. A király környezete nem szívelhette az idegen származású királynét. Bornemissza János pozsonyi és budai várnagy saját feleségét kívánta a királyné főudvarmesterének tisztségébe juttatni. Elutasították, ezért intrikálni kezdett a királyné ellen. Híreszteléseit a mohácsi csata után Szapolyai János szolgálatába állt Szerémi György történetíró is felvette krónikájába, az aktuális elvárásoknak megfelelően Máriát „latornő”-ként leírva, aki „a hóbortos Miksa császár udvarából, a szabados szellemű és erkölcsöt nem ismerő németalföldi környezetből” került a magyarok földjére. Az utókorra maradt, hasonló szellemű krónikák szerint a fiatal és tapasztalatlan uralkodópárt csupán a léha szórakozás érdekelte.
A királyné udvartartásának költségei a királyi kincstárt terhelték. Mária királyné legfőbb magyarországi bizalmasa Brandenburgi György őrgróf volt, pénzügyi tanácsokat Szerencsés (Snéor) Imrétől kapott. Szabadabb szellemű németalföldi évei alatt Mária kapcsolatba került a Luther Márton újító nézeteivel. Titokban érdeklődött Luther írásai iránt, de szilárdan megmaradt családjának katolikus hite mellett. Magyarországon ebben az időben királyi rendelettel tiltották Luther műveinek birtoklását, több német földről érkezett prédikátort máglyán égettek meg (pl. Werbőczy István ítéletei alapján).

### Cseh koronázás
Cseh királynévá 1522. június 1-jén kenték fel. Mindkét alkalommal férje, II. Lajos letette az elmaradt uralkodói esküt, melyet két és háromévesen nem volt alkalma megtenni a koronázásakor. Cseh királyné-koronázás 1458 óta nem történt.

### Legközelebbi rokonsági kapcsolat Mária és a férje között
|  |  |  |  |  |  |  |  |  |  |  |  |                                    |                                    |                                    |                                    |                                         |                                         |                                         |                                         |                                           |                                           |                                           |                                           |                                              |                                              |                                              |                                              |                                               |                                               |                                               |                                               | I. Ferdinánd aragóniai király (1380–1416)     | I. Ferdinánd aragóniai király (1380–1416)     | I. Ferdinánd aragóniai király (1380–1416)  | I. Ferdinánd aragóniai király (1380–1416)  | I. Ferdinánd aragóniai király (1380–1416)           | I. Ferdinánd aragóniai király (1380–1416)           |                                                     |                                                     | Alburquerquei Eleonóra (1374–1435)                  | Alburquerquei Eleonóra (1374–1435)                  | Alburquerquei Eleonóra (1374–1435)          | Alburquerquei Eleonóra (1374–1435)          | Alburquerquei Eleonóra (1374–1435)          | Alburquerquei Eleonóra (1374–1435)          |                                                 |                                                 |                                                 |                                                 |                                                 |                                                 |                                              |                                              |                                              |                                              |                                           |                                           |                                               |                                               |                                               |                                               |                                               |                                               |  |  |
|  |  |  |  |  |  |  |  |  |  |  |  |                                    |                                    |                                    |                                    |                                         |                                         |                                         |                                         |                                           |                                           |                                           |                                           |                                              |                                              |                                              |                                              |                                               |                                               |                                               |                                               | I. Ferdinánd aragóniai király (1380–1416)     | I. Ferdinánd aragóniai király (1380–1416)     | I. Ferdinánd aragóniai király (1380–1416)  | I. Ferdinánd aragóniai király (1380–1416)  | I. Ferdinánd aragóniai király (1380–1416)           | I. Ferdinánd aragóniai király (1380–1416)           |                                                     |                                                     | Alburquerquei Eleonóra (1374–1435)                  | Alburquerquei Eleonóra (1374–1435)                  | Alburquerquei Eleonóra (1374–1435)          | Alburquerquei Eleonóra (1374–1435)          | Alburquerquei Eleonóra (1374–1435)          | Alburquerquei Eleonóra (1374–1435)          |                                                 |                                                 |                                                 |                                                 |                                                 |                                                 |                                              |                                              |                                              |                                              |                                           |                                           |                                               |                                               |                                               |                                               |                                               |                                               |  |  |
|  |  |  |  |  |  |  |  |  |  |  |  |                                    |                                    |                                    |                                    |                                         |                                         |                                         |                                         |                                           |                                           |                                           |                                           |                                              |                                              |                                              |                                              |                                               |                                               |                                               |                                               |                                               |                                               |                                            |                                            |                                                     |                                                     |                                                     |                                                     |                                                     |                                                     |                                             |                                             |                                             |                                             |                                                 |                                                 |                                                 |                                                 |                                                 |                                                 |                                              |                                              |                                              |                                              |                                           |                                           |                                               |                                               |                                               |                                               |                                               |                                               |  |  |
|  |  |  |  |  |  |  |  |  |  |  |  |                                    |                                    |                                    |                                    |                                         |                                         |                                         |                                         |                                           |                                           |                                           |                                           |                                              |                                              |                                              |                                              |                                               |                                               |                                               |                                               |                                               |                                               |                                            |                                            |                                                     |                                                     |                                                     |                                                     |                                                     |                                                     |                                             |                                             |                                             |                                             |                                                 |                                                 |                                                 |                                                 |                                                 |                                                 |                                              |                                              |                                              |                                              |                                           |                                           |                                               |                                               |                                               |                                               |                                               |                                               |  |  |
|  |  |  |  |  |  |  |  |  |  |  |  |                                    |                                    |                                    |                                    |                                         |                                         |                                         |                                         |                                           |                                           |                                           |                                           |                                              |                                              |                                              |                                              |                                               |                                               |                                               |                                               |                                               |                                               |                                            |                                            |                                                     |                                                     |                                                     |                                                     |                                                     |                                                     |                                             |                                             |                                             |                                             |                                                 |                                                 |                                                 |                                                 |                                                 |                                                 |                                              |                                              |                                              |                                              |                                           |                                           |                                               |                                               |                                               |                                               |                                               |                                               |  |  |
|  |  |  |  |  |  |  |  |  |  |  |  |                                    |                                    |                                    |                                    | I. Blanka navarrai királynő (1387–1441) | I. Blanka navarrai királynő (1387–1441) | I. Blanka navarrai királynő (1387–1441) | I. Blanka navarrai királynő (1387–1441) | I. Blanka navarrai királynő (1387–1441)   | I. Blanka navarrai királynő (1387–1441)   |                                           |                                           |                                              |                                              | II. János aragón király (1398–1479)          | II. János aragón király (1398–1479)          | II. János aragón király (1398–1479)           | II. János aragón király (1398–1479)           | II. János aragón király (1398–1479)           | II. János aragón király (1398–1479)           |                                               |                                               |                                            |                                            | Juana Enríquez (1425–1468)                          | Juana Enríquez (1425–1468)                          | Juana Enríquez (1425–1468)                          | Juana Enríquez (1425–1468)                          | Juana Enríquez (1425–1468)                          | Juana Enríquez (1425–1468)                          |                                             |                                             |                                             |                                             | Aragóniai Eleonóra (1402–1445)                  | Aragóniai Eleonóra (1402–1445)                  | Aragóniai Eleonóra (1402–1445)                  | Aragóniai Eleonóra (1402–1445)                  | Aragóniai Eleonóra (1402–1445)                  | Aragóniai Eleonóra (1402–1445)                  |                                              |                                              | I. Eduárd portugál király (1391–1438)        | I. Eduárd portugál király (1391–1438)        | I. Eduárd portugál király (1391–1438)     | I. Eduárd portugál király (1391–1438)     | I. Eduárd portugál király (1391–1438)         | I. Eduárd portugál király (1391–1438)         |                                               |                                               |                                               |                                               |  |  |
|  |  |  |  |  |  |  |  |  |  |  |  |                                    |                                    |                                    |                                    | I. Blanka navarrai királynő (1387–1441) | I. Blanka navarrai királynő (1387–1441) | I. Blanka navarrai királynő (1387–1441) | I. Blanka navarrai királynő (1387–1441) | I. Blanka navarrai királynő (1387–1441)   | I. Blanka navarrai királynő (1387–1441)   |                                           |                                           |                                              |                                              | II. János aragón király (1398–1479)          | II. János aragón király (1398–1479)          | II. János aragón király (1398–1479)           | II. János aragón király (1398–1479)           | II. János aragón király (1398–1479)           | II. János aragón király (1398–1479)           |                                               |                                               |                                            |                                            | Juana Enríquez (1425–1468)                          | Juana Enríquez (1425–1468)                          | Juana Enríquez (1425–1468)                          | Juana Enríquez (1425–1468)                          | Juana Enríquez (1425–1468)                          | Juana Enríquez (1425–1468)                          |                                             |                                             |                                             |                                             | Aragóniai Eleonóra (1402–1445)                  | Aragóniai Eleonóra (1402–1445)                  | Aragóniai Eleonóra (1402–1445)                  | Aragóniai Eleonóra (1402–1445)                  | Aragóniai Eleonóra (1402–1445)                  | Aragóniai Eleonóra (1402–1445)                  |                                              |                                              | I. Eduárd portugál király (1391–1438)        | I. Eduárd portugál király (1391–1438)        | I. Eduárd portugál király (1391–1438)     | I. Eduárd portugál király (1391–1438)     | I. Eduárd portugál király (1391–1438)         | I. Eduárd portugál király (1391–1438)         |                                               |                                               |                                               |                                               |  |  |
|  |  |  |  |  |  |  |  |  |  |  |  |                                    |                                    |                                    |                                    |                                         |                                         |                                         |                                         |                                           |                                           |                                           |                                           |                                              |                                              |                                              |                                              |                                               |                                               |                                               |                                               |                                               |                                               |                                            |                                            |                                                     |                                                     |                                                     |                                                     |                                                     |                                                     |                                             |                                             |                                             |                                             |                                                 |                                                 |                                                 |                                                 |                                                 |                                                 |                                              |                                              |                                              |                                              |                                           |                                           |                                               |                                               |                                               |                                               |                                               |                                               |  |  |
|  |  |  |  |  |  |  |  |  |  |  |  | IV. Gaston foix-i gróf (1423–1472) | IV. Gaston foix-i gróf (1423–1472) | IV. Gaston foix-i gróf (1423–1472) | IV. Gaston foix-i gróf (1423–1472) | IV. Gaston foix-i gróf (1423–1472)      | IV. Gaston foix-i gróf (1423–1472)      |                                         |                                         | I. Eleonóra navarrai királynő (1426–1479) | I. Eleonóra navarrai királynő (1426–1479) | I. Eleonóra navarrai királynő (1426–1479) | I. Eleonóra navarrai királynő (1426–1479) | I. Eleonóra navarrai királynő (1426–1479)    | I. Eleonóra navarrai királynő (1426–1479)    |                                              |                                              |                                               |                                               |                                               |                                               | II. Ferdinánd aragóniai király (1452–1516)    | II. Ferdinánd aragóniai király (1452–1516)    | II. Ferdinánd aragóniai király (1452–1516) | II. Ferdinánd aragóniai király (1452–1516) | II. Ferdinánd aragóniai király (1452–1516)          | II. Ferdinánd aragóniai király (1452–1516)          |                                                     |                                                     | I. Izabella kasztíliai királynő (1451–1504)         | I. Izabella kasztíliai királynő (1451–1504)         | I. Izabella kasztíliai királynő (1451–1504) | I. Izabella kasztíliai királynő (1451–1504) | I. Izabella kasztíliai királynő (1451–1504) | I. Izabella kasztíliai királynő (1451–1504) |                                                 |                                                 |                                                 |                                                 | Portugáliai Eleonóra (1434–1467)                | Portugáliai Eleonóra (1434–1467)                | Portugáliai Eleonóra (1434–1467)             | Portugáliai Eleonóra (1434–1467)             | Portugáliai Eleonóra (1434–1467)             | Portugáliai Eleonóra (1434–1467)             |                                           |                                           | III. Frigyes német- római császár (1415–1493) | III. Frigyes német- római császár (1415–1493) | III. Frigyes német- római császár (1415–1493) | III. Frigyes német- római császár (1415–1493) | III. Frigyes német- római császár (1415–1493) | III. Frigyes német- római császár (1415–1493) |  |  |
|  |  |  |  |  |  |  |  |  |  |  |  | IV. Gaston foix-i gróf (1423–1472) | IV. Gaston foix-i gróf (1423–1472) | IV. Gaston foix-i gróf (1423–1472) | IV. Gaston foix-i gróf (1423–1472) | IV. Gaston foix-i gróf (1423–1472)      | IV. Gaston foix-i gróf (1423–1472)      |                                         |                                         | I. Eleonóra navarrai királynő (1426–1479) | I. Eleonóra navarrai királynő (1426–1479) | I. Eleonóra navarrai királynő (1426–1479) | I. Eleonóra navarrai királynő (1426–1479) | I. Eleonóra navarrai királynő (1426–1479)    | I. Eleonóra navarrai királynő (1426–1479)    |                                              |                                              |                                               |                                               |                                               |                                               | II. Ferdinánd aragóniai király (1452–1516)    | II. Ferdinánd aragóniai király (1452–1516)    | II. Ferdinánd aragóniai király (1452–1516) | II. Ferdinánd aragóniai király (1452–1516) | II. Ferdinánd aragóniai király (1452–1516)          | II. Ferdinánd aragóniai király (1452–1516)          |                                                     |                                                     | I. Izabella kasztíliai királynő (1451–1504)         | I. Izabella kasztíliai királynő (1451–1504)         | I. Izabella kasztíliai királynő (1451–1504) | I. Izabella kasztíliai királynő (1451–1504) | I. Izabella kasztíliai királynő (1451–1504) | I. Izabella kasztíliai királynő (1451–1504) |                                                 |                                                 |                                                 |                                                 | Portugáliai Eleonóra (1434–1467)                | Portugáliai Eleonóra (1434–1467)                | Portugáliai Eleonóra (1434–1467)             | Portugáliai Eleonóra (1434–1467)             | Portugáliai Eleonóra (1434–1467)             | Portugáliai Eleonóra (1434–1467)             |                                           |                                           | III. Frigyes német- római császár (1415–1493) | III. Frigyes német- római császár (1415–1493) | III. Frigyes német- római császár (1415–1493) | III. Frigyes német- római császár (1415–1493) | III. Frigyes német- római császár (1415–1493) | III. Frigyes német- római császár (1415–1493) |  |  |
|  |  |  |  |  |  |  |  |  |  |  |  |                                    |                                    |                                    |                                    |                                         |                                         |                                         |                                         |                                           |                                           |                                           |                                           |                                              |                                              |                                              |                                              |                                               |                                               |                                               |                                               |                                               |                                               |                                            |                                            |                                                     |                                                     |                                                     |                                                     |                                                     |                                                     |                                             |                                             |                                             |                                             |                                                 |                                                 |                                                 |                                                 |                                                 |                                                 |                                              |                                              |                                              |                                              |                                           |                                           |                                               |                                               |                                               |                                               |                                               |                                               |  |  |
|  |  |  |  |  |  |  |  |  |  |  |  |                                    |                                    |                                    |                                    | Foix Katalin (1444?–1494?)              | Foix Katalin (1444?–1494?)              | Foix Katalin (1444?–1494?)              | Foix Katalin (1444?–1494?)              | Foix Katalin (1444?–1494?)                | Foix Katalin (1444?–1494?)                |                                           |                                           | II. Gaston János candale-i gróf (1448?–1500) | II. Gaston János candale-i gróf (1448?–1500) | II. Gaston János candale-i gróf (1448?–1500) | II. Gaston János candale-i gróf (1448?–1500) | II. Gaston János candale-i gróf (1448?–1500)  | II. Gaston János candale-i gróf (1448?–1500)  |                                               |                                               |                                               |                                               |                                            |                                            | II. (Őrült) Johanna kasztíliai királynő (1479–1555) | II. (Őrült) Johanna kasztíliai királynő (1479–1555) | II. (Őrült) Johanna kasztíliai királynő (1479–1555) | II. (Őrült) Johanna kasztíliai királynő (1479–1555) | II. (Őrült) Johanna kasztíliai királynő (1479–1555) | II. (Őrült) Johanna kasztíliai királynő (1479–1555) |                                             |                                             |                                             |                                             | I. Mária burgundi uralkodó hercegnő (1457–1482) | I. Mária burgundi uralkodó hercegnő (1457–1482) | I. Mária burgundi uralkodó hercegnő (1457–1482) | I. Mária burgundi uralkodó hercegnő (1457–1482) | I. Mária burgundi uralkodó hercegnő (1457–1482) | I. Mária burgundi uralkodó hercegnő (1457–1482) |                                              |                                              | I. Miksa német- római császár (1459–1519)    | I. Miksa német- római császár (1459–1519)    | I. Miksa német- római császár (1459–1519) | I. Miksa német- római császár (1459–1519) | I. Miksa német- római császár (1459–1519)     | I. Miksa német- római császár (1459–1519)     |                                               |                                               |                                               |                                               |  |  |
|  |  |  |  |  |  |  |  |  |  |  |  |                                    |                                    |                                    |                                    | Foix Katalin (1444?–1494?)              | Foix Katalin (1444?–1494?)              | Foix Katalin (1444?–1494?)              | Foix Katalin (1444?–1494?)              | Foix Katalin (1444?–1494?)                | Foix Katalin (1444?–1494?)                |                                           |                                           | II. Gaston János candale-i gróf (1448?–1500) | II. Gaston János candale-i gróf (1448?–1500) | II. Gaston János candale-i gróf (1448?–1500) | II. Gaston János candale-i gróf (1448?–1500) | II. Gaston János candale-i gróf (1448?–1500)  | II. Gaston János candale-i gróf (1448?–1500)  |                                               |                                               |                                               |                                               |                                            |                                            | II. (Őrült) Johanna kasztíliai királynő (1479–1555) | II. (Őrült) Johanna kasztíliai királynő (1479–1555) | II. (Őrült) Johanna kasztíliai királynő (1479–1555) | II. (Őrült) Johanna kasztíliai királynő (1479–1555) | II. (Őrült) Johanna kasztíliai királynő (1479–1555) | II. (Őrült) Johanna kasztíliai királynő (1479–1555) |                                             |                                             |                                             |                                             | I. Mária burgundi uralkodó hercegnő (1457–1482) | I. Mária burgundi uralkodó hercegnő (1457–1482) | I. Mária burgundi uralkodó hercegnő (1457–1482) | I. Mária burgundi uralkodó hercegnő (1457–1482) | I. Mária burgundi uralkodó hercegnő (1457–1482) | I. Mária burgundi uralkodó hercegnő (1457–1482) |                                              |                                              | I. Miksa német- római császár (1459–1519)    | I. Miksa német- római császár (1459–1519)    | I. Miksa német- római császár (1459–1519) | I. Miksa német- római császár (1459–1519) | I. Miksa német- római császár (1459–1519)     | I. Miksa német- római császár (1459–1519)     |                                               |                                               |                                               |                                               |  |  |
|  |  |  |  |  |  |  |  |  |  |  |  |                                    |                                    |                                    |                                    |                                         |                                         |                                         |                                         |                                           |                                           |                                           |                                           |                                              |                                              |                                              |                                              |                                               |                                               |                                               |                                               |                                               |                                               |                                            |                                            |                                                     |                                                     |                                                     |                                                     |                                                     |                                                     |                                             |                                             |                                             |                                             |                                                 |                                                 |                                                 |                                                 |                                                 |                                                 |                                              |                                              |                                              |                                              |                                           |                                           |                                               |                                               |                                               |                                               |                                               |                                               |  |  |
|  |  |  |  |  |  |  |  |  |  |  |  |                                    |                                    |                                    |                                    |                                         |                                         |                                         |                                         | Candale-i Anna (1484–1506)                | Candale-i Anna (1484–1506)                | Candale-i Anna (1484–1506)                | Candale-i Anna (1484–1506)                | Candale-i Anna (1484–1506)                   | Candale-i Anna (1484–1506)                   |                                              |                                              | II. Ulászló magyar és cseh király (1456–1516) | II. Ulászló magyar és cseh király (1456–1516) | II. Ulászló magyar és cseh király (1456–1516) | II. Ulászló magyar és cseh király (1456–1516) | II. Ulászló magyar és cseh király (1456–1516) | II. Ulászló magyar és cseh király (1456–1516) |                                            |                                            |                                                     |                                                     |                                                     |                                                     |                                                     |                                                     |                                             |                                             |                                             |                                             |                                                 |                                                 |                                                 |                                                 | IV. (Szép) Fülöp burgundi herceg (1478–1506)    | IV. (Szép) Fülöp burgundi herceg (1478–1506)    | IV. (Szép) Fülöp burgundi herceg (1478–1506) | IV. (Szép) Fülöp burgundi herceg (1478–1506) | IV. (Szép) Fülöp burgundi herceg (1478–1506) | IV. (Szép) Fülöp burgundi herceg (1478–1506) |                                           |                                           |                                               |                                               |                                               |                                               |                                               |                                               |  |  |
|  |  |  |  |  |  |  |  |  |  |  |  |                                    |                                    |                                    |                                    |                                         |                                         |                                         |                                         | Candale-i Anna (1484–1506)                | Candale-i Anna (1484–1506)                | Candale-i Anna (1484–1506)                | Candale-i Anna (1484–1506)                | Candale-i Anna (1484–1506)                   | Candale-i Anna (1484–1506)                   |                                              |                                              | II. Ulászló magyar és cseh király (1456–1516) | II. Ulászló magyar és cseh király (1456–1516) | II. Ulászló magyar és cseh király (1456–1516) | II. Ulászló magyar és cseh király (1456–1516) | II. Ulászló magyar és cseh király (1456–1516) | II. Ulászló magyar és cseh király (1456–1516) |                                            |                                            |                                                     |                                                     |                                                     |                                                     |                                                     |                                                     |                                             |                                             |                                             |                                             |                                                 |                                                 |                                                 |                                                 | IV. (Szép) Fülöp burgundi herceg (1478–1506)    | IV. (Szép) Fülöp burgundi herceg (1478–1506)    | IV. (Szép) Fülöp burgundi herceg (1478–1506) | IV. (Szép) Fülöp burgundi herceg (1478–1506) | IV. (Szép) Fülöp burgundi herceg (1478–1506) | IV. (Szép) Fülöp burgundi herceg (1478–1506) |                                           |                                           |                                               |                                               |                                               |                                               |                                               |                                               |  |  |
|  |  |  |  |  |  |  |  |  |  |  |  |                                    |                                    |                                    |                                    |                                         |                                         |                                         |                                         |                                           |                                           |                                           |                                           |                                              |                                              |                                              |                                              |                                               |                                               |                                               |                                               |                                               |                                               |                                            |                                            |                                                     |                                                     |                                                     |                                                     |                                                     |                                                     |                                             |                                             |                                             |                                             |                                                 |                                                 |                                                 |                                                 |                                                 |                                                 |                                              |                                              |                                              |                                              |                                           |                                           |                                               |                                               |                                               |                                               |                                               |                                               |  |  |
|  |  |  |  |  |  |  |  |  |  |  |  |                                    |                                    |                                    |                                    |                                         |                                         |                                         |                                         |                                           |                                           |                                           |                                           | II. Lajos magyar és cseh király (1506–1526)  | II. Lajos magyar és cseh király (1506–1526)  | II. Lajos magyar és cseh király (1506–1526)  | II. Lajos magyar és cseh király (1506–1526)  | II. Lajos magyar és cseh király (1506–1526)   | II. Lajos magyar és cseh király (1506–1526)   |                                               |                                               |                                               |                                               |                                            |                                            |                                                     |                                                     |                                                     |                                                     | Habsburg Mária (1505–1558)                          | Habsburg Mária (1505–1558)                          | Habsburg Mária (1505–1558)                  | Habsburg Mária (1505–1558)                  | Habsburg Mária (1505–1558)                  | Habsburg Mária (1505–1558)                  |                                                 |                                                 |                                                 |                                                 |                                                 |                                                 |                                              |                                              |                                              |                                              |                                           |                                           |                                               |                                               |                                               |                                               |                                               |                                               |  |  |
|  |  |  |  |  |  |  |  |  |  |  |  |                                    |                                    |                                    |                                    |                                         |                                         |                                         |                                         |                                           |                                           |                                           |                                           | II. Lajos magyar és cseh király (1506–1526)  | II. Lajos magyar és cseh király (1506–1526)  | II. Lajos magyar és cseh király (1506–1526)  | II. Lajos magyar és cseh király (1506–1526)  | II. Lajos magyar és cseh király (1506–1526)   | II. Lajos magyar és cseh király (1506–1526)   |                                               |                                               |                                               |                                               |                                            |                                            |                                                     |                                                     |                                                     |                                                     | Habsburg Mária (1505–1558)                          | Habsburg Mária (1505–1558)                          | Habsburg Mária (1505–1558)                  | Habsburg Mária (1505–1558)                  | Habsburg Mária (1505–1558)                  | Habsburg Mária (1505–1558)                  |                                                 |                                                 |                                                 |                                                 |                                                 |                                                 |                                              |                                              |                                              |                                              |                                           |                                           |                                               |                                               |                                               |                                               |                                               |                                               |  |  |

### Özvegységben

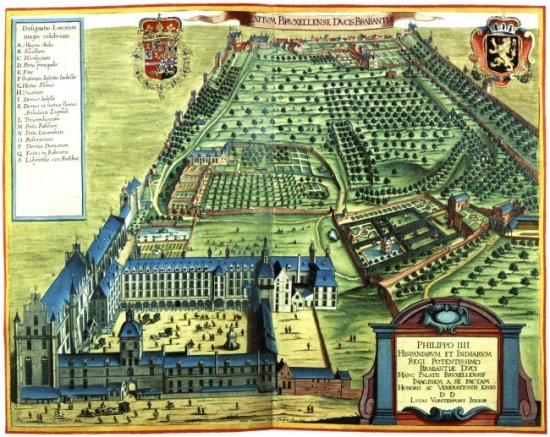
A Koudenberg (Coudenberg) palota és parkja (1659-ben készült rajzon)

Férje, II. Lajos király az 1526. augusztus 29-én lezajlott mohácsi csatában  életét vesztette. Mária királyné augusztus 30-án Budán tartózkodott, mikor estefelé megérkezett hozzá a csatavesztés híre. Még az éjszaka udvarával elhagyta a várost, és Pozsonyba menekült. Kíséretében volt Thurzó Elek tárnokmester, Szalaházy Tamás veszprémi püspök, Antonio Burgio pápai nuncius és Bornemissza János budai várnagy. Kincseit hajóra rakatta, és elindította őket a Dunán Bécs felé. A királyné menekülését látva Buda német polgárai is igyekeztek életüket menteni. Közülük sokat kifosztottak és megöltek.[forrás?]

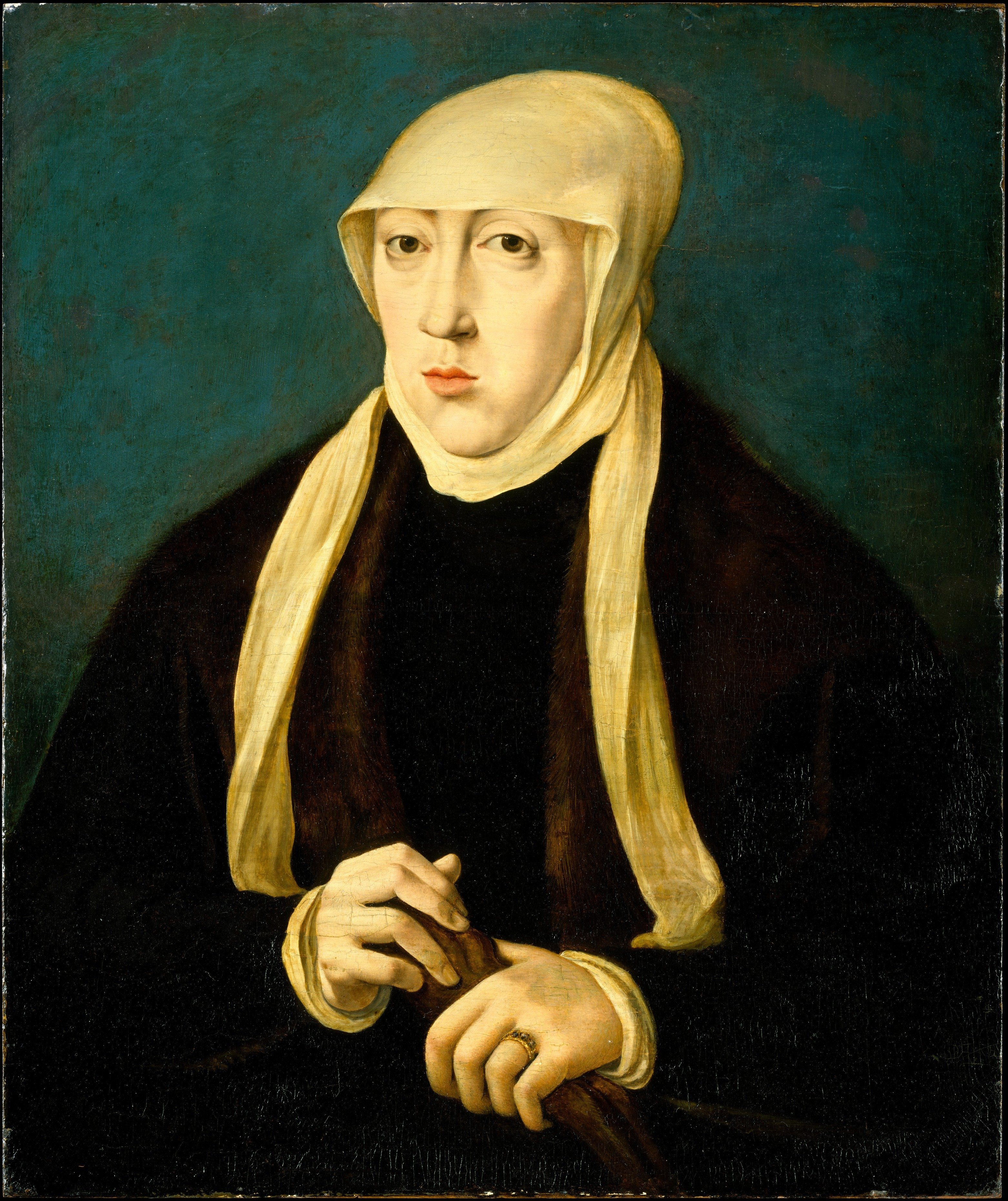
Habsburg Mária magyar királyné

Szeptember 1-jén Esztergom alatt Kun Pál esztergomi várnagy és katonái megtámadták a menekülő királyné hajóit, a kincses hajót kirabolták, elsüllyesztették, a kísérők egy részét leölték, az udvarhölgyeken és a nőcselédeken erőszakot tettek. (Az interregnum zavaros heteiben számos hasonló tragikus atrocitás történt szerte az országban).
Mária királyné szeptember 3-án Pozsonyba érkezett.[forrás?] A következő hónapokban itt húzta meg magát. Október elején itt fogadta Horváth Gáspárt, Szapolyai János követét, aki a vajda levelét és házassági ajánlatát hozta. Szapolyai a saját királyi hatalmát akarta legalizálni a Habsburg-házassággal. Mária királyné állítólag kacérkodott e házasság gondolatával, de tény, hogy rövid gondolkodás után határozottan visszautasította azt. (II. Lajos holttestét ekkor még nem találták meg).[forrás?]
A Szapolyai és Ferdinánd között a magyar trónért folyó küzdelemben Mária természetesen bátyját támogatta, elsősorban dinasztikus érdekből, de abból a meggyőződésből is, hogy csak a német, magyar, spanyol, olasz és cseh tartományoknak a Habsburgok kezében összpontosuló együttes katonai erejével nyílhat esély a török terjeszkedés megállítására. 1527 februárjában I. Ferdinánd király – Báthori István nádor tiltakozása ellenére – Pozsonyban lakó húgát, Máriát nevezte ki magyarországi helytartójává.
1527. május 6-án bátyja, V. Károly császár német és spanyol hadakkal elfoglalta és kifosztotta Rómát („sacco di Roma”), ezzel Szapolyai elveszítette legfontosabb támogatóját. 1527 júliusában Mária Pozsonyból Bécsbe utazott bátyjához, Ferdinándhoz, aki július 31-én (Itáliából átvezényelt birodalmi csapatok kíséretében) Dévénynél átlépte a magyar határt. Augusztus 15-én bevonult az elfoglalt Buda várába. Szapolyai elmenekült. Az év végére a birodalmi haderő egész Magyarországot elfoglalta, 1527. november 3-án Ferdinándot Székesfehérvárott magyar királlyá koronázták, ezt megelőzően exhumálták a Szapolyai által egy évvel korábban eltemettetett II. Lajos király földi maradványait, és ünnepélyesen újratemették.
Mária királyné ezt követően 1530-ig Innsbruckban és Linzben élt. Elhárította bátyjának, I. Ferdinánd főhercegnek kiházasítási terveit is, aki őt V. Jakab skót királynak vagy II. Frigyes rajnai palotagrófnak szánta.

### Németalföld kormányzója

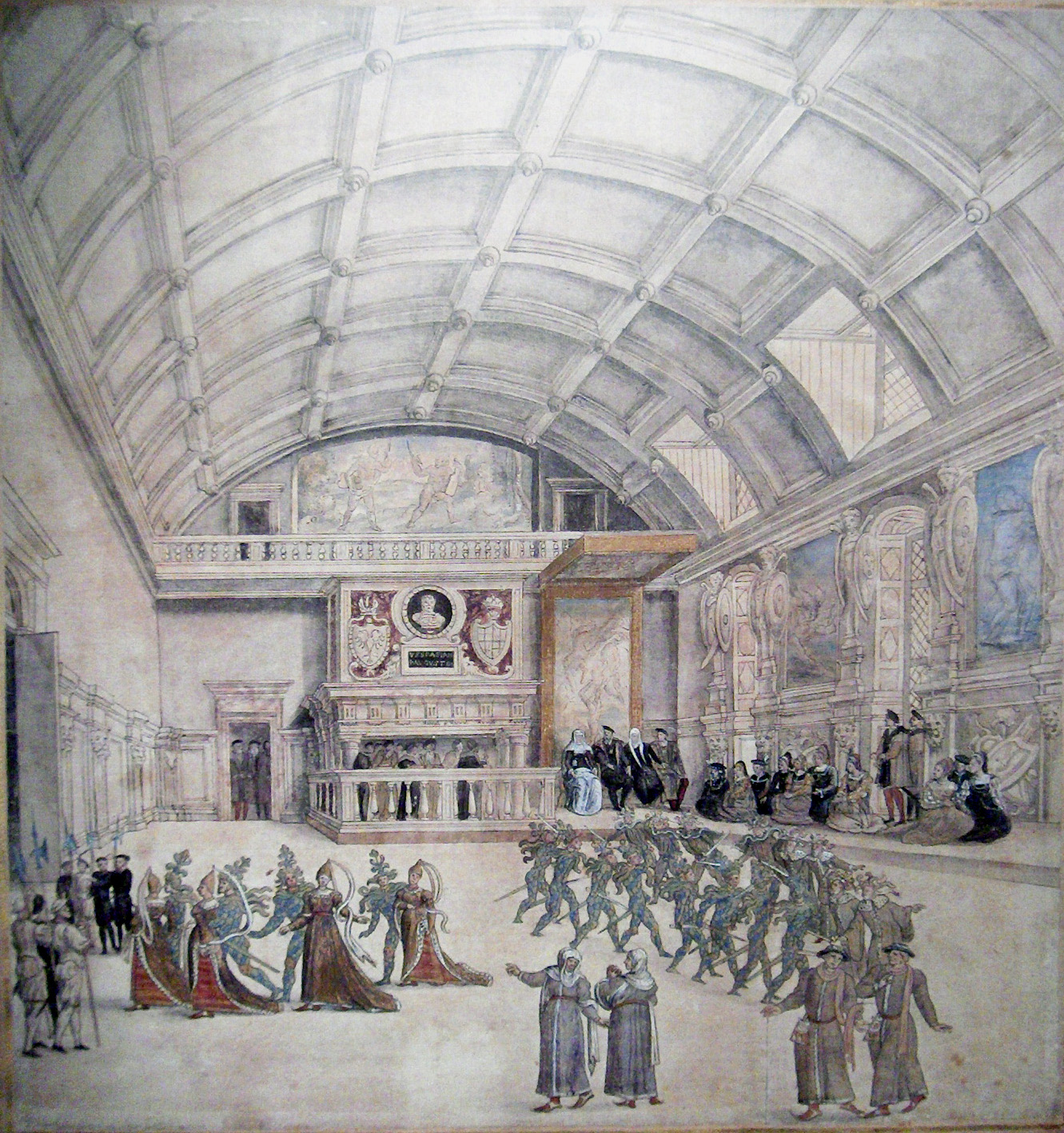
Mária királyné Binche kastélyában fogadja bátyját, Károly császárt 1549-ben

1530. november végén elhunyt Habsburg Margit főhercegnő, Németalföld királyi főkormányzója, Mária királyné nagynénje. Utódjává V. Károly császár saját húgát, a 25 éves Máriát nevezte ki új főkormányzóvá (régenssé). Az özvegy királyné 1531. január 3-án vette át a németalföldi kormányzói méltóságot, amit csaknem 25 éven át töltött be.
A rábízott országrészt hozzáértéssel és gonddal irányította. Megszilárdította a 17 tartomány központosított igazgatását, a helyi arisztokráciára támaszkodva, de a Habsburg-ház érdekeit képviselve. Fejlesztette a kereskedelmet, utakat építtetett. Kormányzása alatt Antwerpen Európa legnagyobb kikötővárosává fejlődött. Mária megerősítette a tartományok katonai védelmét, főképpen a francia fenyegetés miatt. Uralkodása alatt a déli határvidéken számos új várat építtetett (Charlemont, Phillippeville, és az ő nevét viselő Mariembourg, stb.). Uralkodása alatt fényes helytartói kastélyokat is emeltetett (Turnhout, Mechelen, Binche). 1542-ben Mária csapatai Luxemburg mellett meglepték sógorának, I. Ferenc francia királynak csapatait, és vereséget mértek rájuk.
Mária királyné bőkezűen támogatta a kézművességet és a művészetet. Brüsszeli palotáját egy galéria-szárnnyal bővítette, festmény-gyűjteménye számára. Neves festőket hívott meg udvarába, köztük a velencei Tizianót is. Császári bátyjának, Károlynak bizalmasaként az erélyes kezű, jó tárgyalókészségű Mária többször is közvetítőként járt el a Habsburg-testvérek között, pl. Károly tervezett utódlásának kérdéseiben is.
(A Mária kormányzóságának idején épült várak és kastélyok egy része a későbbi francia hadjáratok során elpusztult. Helytartói rezidenciája, a brüsszeli Koudenberg (Coudenberg) palota 1731-ben egy tűzvészben leégett, helyén Károly Sándor lotaringiai herceg, Osztrák-Németalföld akkori helytartója 1744–55 között a romok fölé új kormányzói palotát építtetett, ez lett 1830 után a belga királyok palotája. A Mária-korabeli palota megmaradt – föld alatti – részeit a 20. században régészek feltárták és helyreállították).

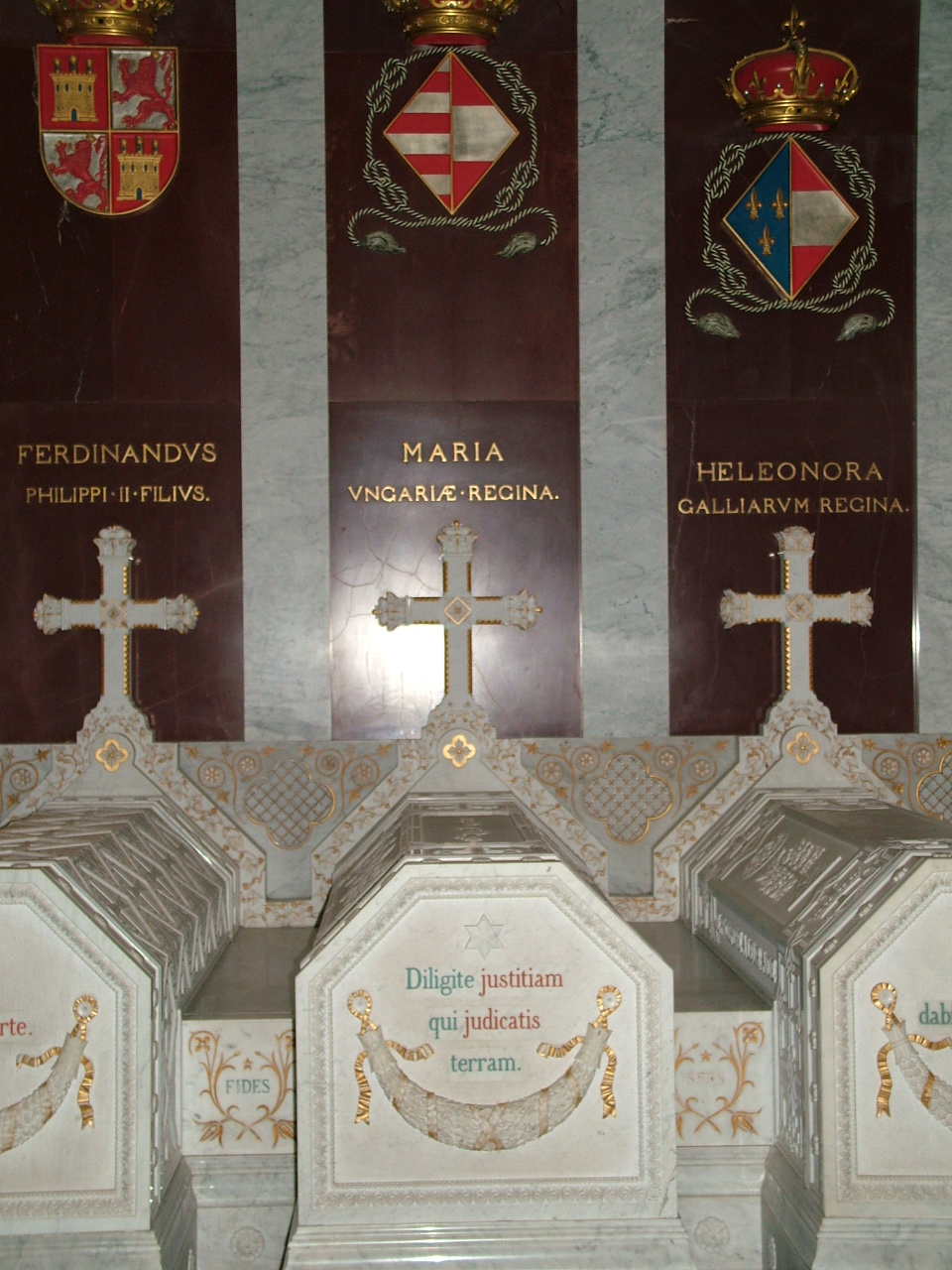
Mária magyar királyné és Eleonóra francia királyné sírja az Escorialban

### Utolsó évei

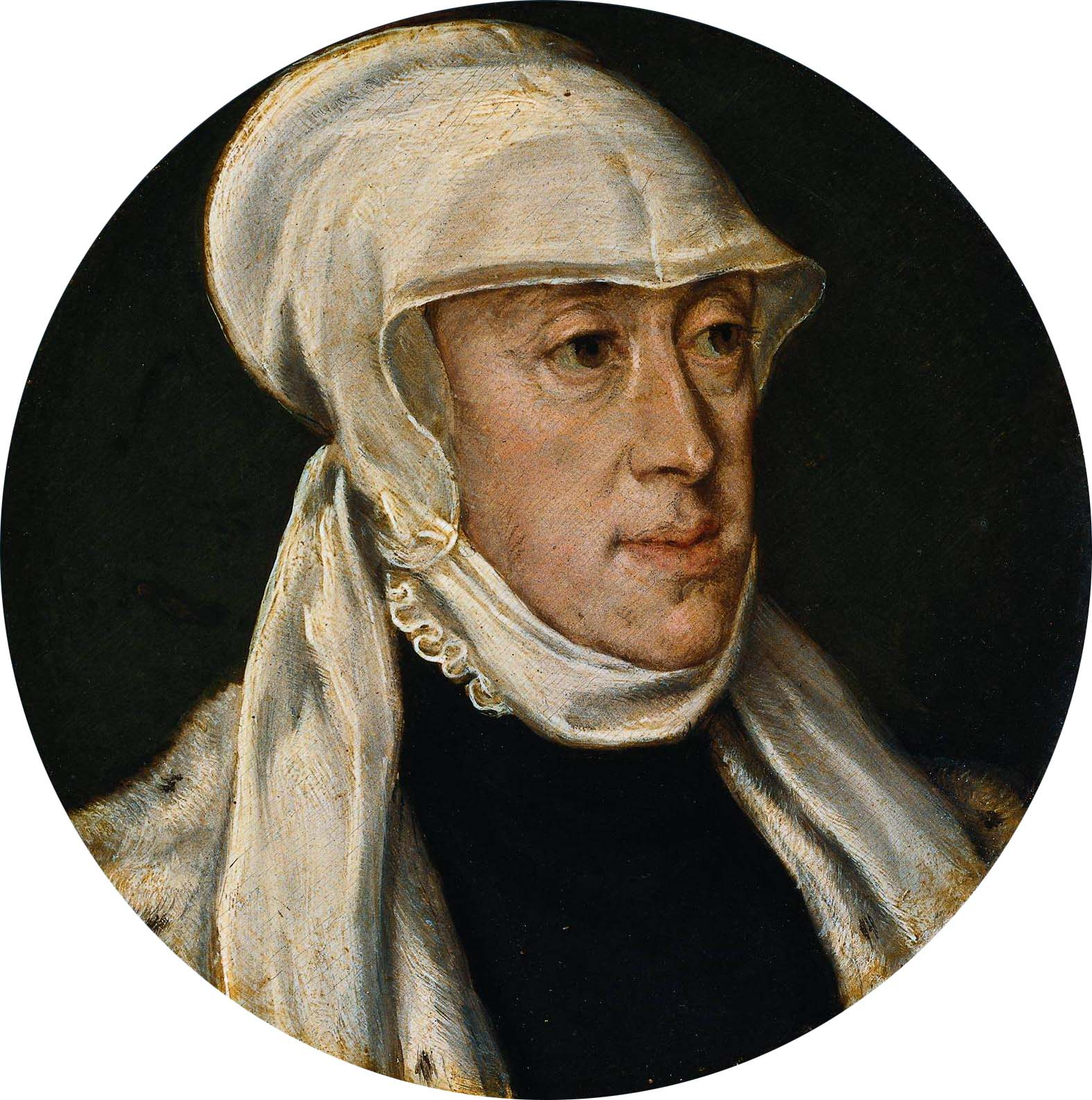
Mária időskori képe, ismeretlen németalföldi festő, 1550–1560, Rijksmuseum, Amszterdam

Mária 1555-ben lemondott a helytartóságról. Bátyja, V. Károly, akitől még kinevezését kapta, 1556-ban mondott le német-római császári és spanyol királyi címéről.
Fiatalabbik bátyját, Ferdinánd főherceget, akit még 1526-ban Csehország királyává választottak, és a következő másfél évtizedben Szapolyai János ellenében megszerezte a magyar királyi koronát is, a német birodalmi gyűlés 1558 februárjában – V. Károly örököseként – elismerte német-római császárnak is.
Mária özvegy királyné bátyjához, Károlyhoz és legidősebb nővéréhez, Eleonórához, I. Ferenc özvegyéhez utazott Hispániába. 1558 februárjában Mária és Eleonóra zarándokútra indultak a guadelupe-i Szűz Mária-kegyhelyre (María Santísima de Guadalupe kolostor, Extremadura), de Eleonóra útközben megbetegedett és február 18-án Talavera faluban elhunyt. Fél év múlva, szeptember 21-én meghalt a San Jerónimo de Yuste kolostorba visszavonult bátyja, V. Károly császár. Alig egy hónappal később, október 18-án Mária királyné is elhunyt Cigalesben (Valladolid mellett). 1574-ben a két nővér földi maradványait átszállították a Madrid melletti Escorial kolostorba, ahol királyi bátyjuk mellett kaptak végső nyughelyet.

## Szépirodalom
- Krúdy Gyula:  Mohács-trilógia [Három király és Királyok könyve címeken is ismert],  Kalligram, Pozsony, 2011 [eredetileg 1926-1933: I. Mohács, II. Festett király, III. Az első Habsburg, ]
- Gál Dorina: Aranyszív trilógia, Ventus Libro Kiadó, Bp. 2015-2016 [I. Aranyszív, II. Bíborszív, III. Márványszív]
- Miklya Luzsányi Mónika: Mohács özvegye, Athenaeum Kiadó, Bp. 2023

## Film
- A mohácsi özvegy, magyar ismeretterjesztő film, 64 perc, 2007. Rendező: Lakatos Iván. Krónika Alkotóközösség és Filmalapítvány. (Sugározta az m2 televízió 2010. augusztus 8-án, a Duna II. Autonómia televízió 2010. szeptember 9-én, és online elérése: YouTube).